# Inopeplus jairajpurii
Inopeplus jairajpurii is een keversoort uit de familie platsnuitkevers (Salpingidae). De wetenschappelijke naam van de soort werd in 1992 gepubliceerd door Pal.